# Serdar
Serdar (eerder bekend onder de namen Kyzyl-Arvat, Gyzylarbat, Gizil Arbat en Gızıl Arbat), is een stad in Turkmenistan ten noordwesten van de hoofdstad Asjchabad. Het ligt ten noorden van de Kopet-Dag in de provincie (Welaýaty) Balkan. De bevolking bedroeg bij de volkstelling van 1995 45.500 personen (een stijging van 26,6% sinds de laatste sovjetvolkstelling van 1989 toen er 33.400 mensen werden geregistreerd).